# Musanga cecropioides

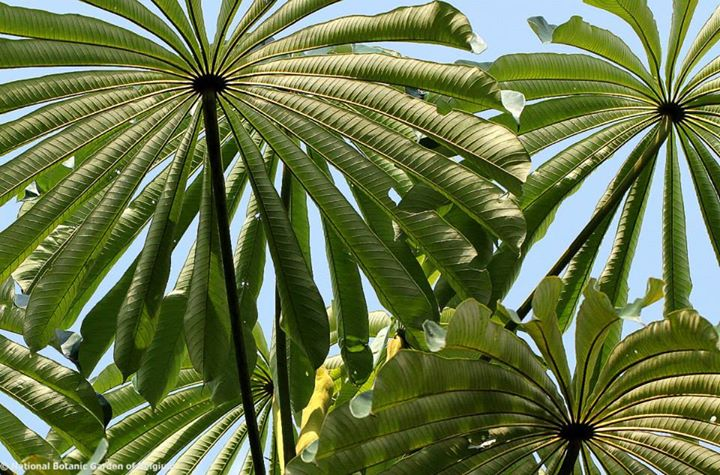
Blätter

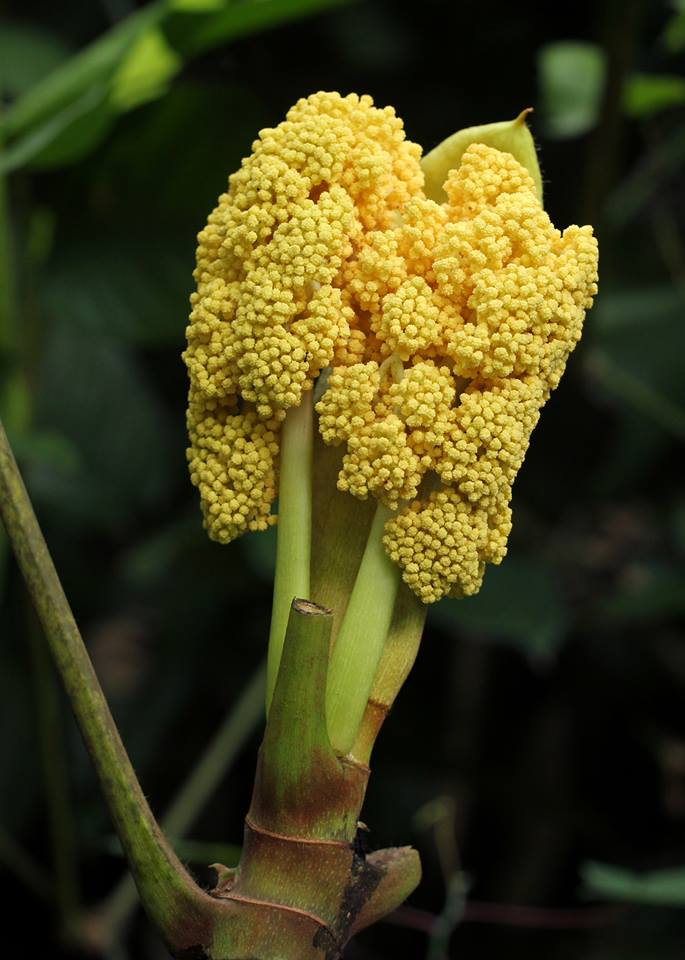
Männliche Blütenstände

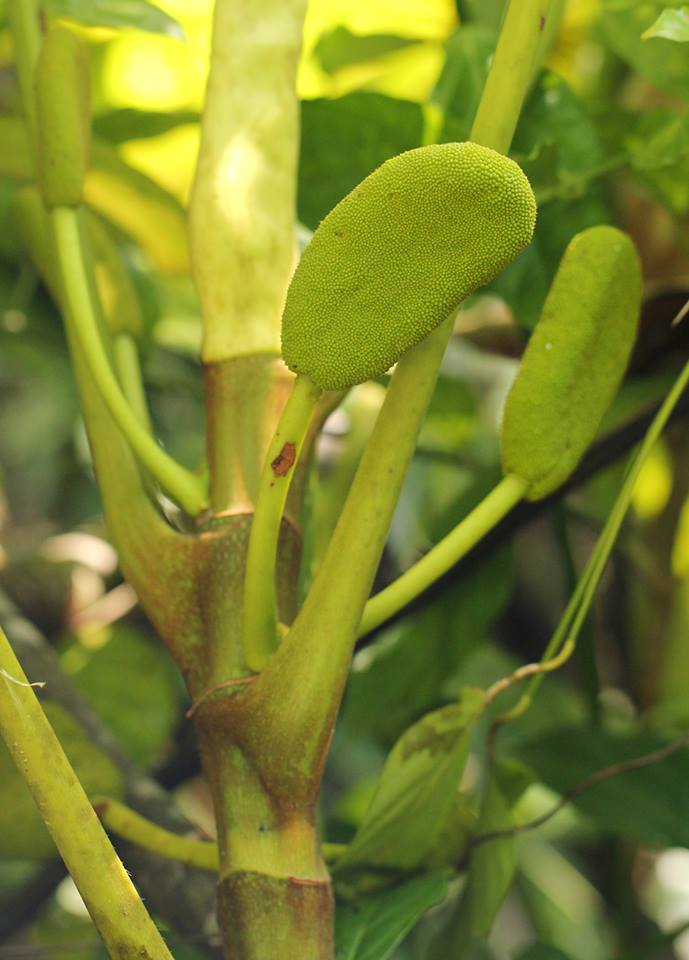
Weibliche Blütenstände

Musanga cecropioides, der Schirmbaum oder Regenschirmbaum, ist ein Baum aus der Gattung Musanga in der Familie der Brennnesselgewächse aus Zentral- und Westafrika.

## Beschreibung
Musanga cecropioides wächst als sehr schnellwüchsiger, immergrüner bis laubabwerfender Baum, mit im Freistand breiter, ausladender Krone, bis 20–30 Meter hoch. Der Stammdurchmesser kann bis 120 Zentimeter erreichen. Meist werden, teils hohe, Stelzwurzeln ausgebildet. Die relativ glatte Borke ist gräulich bis bräunlich und fibrös, korkig. Die Bäume sind recht kurzlebig.
Die einfachen, langstieligen und schildförmigen, großen Laubblätter sind schraubig angeordnet. Sie sind bis 110 Zentimeter im Durchmesser und sie sind handförmig zerschnitten bis geteilt mit etwa 10–22 radialen und verkehrt-eiförmig bis -lineallanzettlichen Lappen. Die einzelnen, oberseits fast kahlen Lappen sind bis 40–75 Zentimeter lang und bis 9–15 Zentimeter breit, ganzrandig und bespitzt bis geschwänzt sowie unterseits weißlich behaart, mit einer keilförmigen Basis. Die Nervatur ist fein gefiedert und unterseits erhaben. Der behaarte Blattstiel ist bis 60–110 Zentimeter lang. Die großen, behaarten und stängelumfassenden, roten Nebenblätter sind verwachsen und bis 20–30 Zentimeter lang.
Musanga cecropioides ist zweihäusig diözisch mit achselständigen Blütenständen. Die sehr kleinen, sitzenden bis kurz gestielten Blüten haben eine einfache Blütenhülle. Die männlichen, gestielten und mehrfach verzweigten Blütenstände sind bis 15 Zentimeter groß. Die männlichen, gelben Blüten mit einem zweiteiligen, behaarten Perianth mit kleiner Öffnung und nur einem, etwas vorstehendem Staubblatt sind in sehr kleinen Knäueln, Köpfchen angeordnet und von nagel-, schildförmigen Tragblättern umgeben. Die weiblichen, langstieligen und abgeflachten, keuligen Blütenstände sind ährig und bis 5 Zentimeter lang, sie erscheinen oft paarig. Die engstehenden weiblichen, grünlichen Blüten mit einem röhrigen, fast kahlen Perianth mit kleiner Öffnung besitzen einen oberständigen, einkammerigen Fruchtknoten mit kurzem, leicht vorstehendem Griffel und kopfiger, pinselförmiger Narbe. Das Perianth ist jeweils mit zwei fädigen Tragblättern verwachsen.
Es werden viele kleine, einsamige und gelb-grünliche, etwa 2–2,5 Millimeter lange Steinfrüchte gebildet, die in einem bis etwa 10–12 Zentimeter langen Fruchtverband zusammenstehen. Die abgeflachten Samen (Steinkerne) sind 1–1,5 Millimeter lang.
Die Chromosomenzahl beträgt 2n = 28.

## Verbreitung
Musanga cecropioides kommt vom tropischen Westafrika bis zum südwestlichen Uganda und bis Angola vor.

## Taxonomie
Die Erstbeschreibung erfolgte 1819 durch Henry Tedlie nach Robert Brown 1818 in J. K.Tuckey, Narrative of an expedition to explore the river Zaire, usually called the Congo, in South Africa, in 1816: 328, 453 in T. E. Bowdich, Miss. Ashantee: 372. Ein Synonym ist Musanga smithii R.Br.

## Verwendung
Die Früchte sind essbar und aus den Stelzwurzeln kann ein trinkbarer Saft gewonnen werden, der auch medizinisch verwendet wird.
Die Blätter, Blütenstände, Knospen und die Rinde werden medizinisch verwendet. Um die Geburt zu beschleunigen, werden die ganzen Nebenblätter in einer Suppe gekocht und auch als starkes Emmenagogum benutzt.
Aus der Rinde kann eine Faser gewonnen werden. Die Blätter können zum Polieren verwendet werden.
Das leichte und weiche, helle bis weißliche, nicht beständige, grob texturierte Holz kann als Korkersatz, im Modellbau oder als Isolation oder für anderes verwendet werden. Es ist bekannt als Umbrella tree, African corkwood oder Parasolier.